# Octavio Gondra
Octavio Gondra (Santiago del Estero, 1844 - Buenos Aires, ca. 1880) fue un político argentino que ejerció como gobernador de la Provincia de Santiago del Estero en el año 1875.

## Biografía
Era hijo del ministro del caudillo santiagueño Juan Felipe Ibarra, doctor Adeodato de Gondra. Emigró con su padre después al Uruguay después de la Batalla de Caseros; se recibió de abogado en 1860, en Montevideo.
Durante la década de 1860 se estableció en la ciudad de Corrientes, donde ejerció como abogado y participó en política.
Regresó a Santiago del Estero en la época de la Guerra del Paraguay, y fue elegido diputado provincia en 1869. Presentó proyectos sobre regularización de la deuda provincial, y sobre la fundación de una oficina de estadística. Era partidario de Manuel Taboada, el caudillo unitario de la provincia. En el año 1870 fue elegido diputado nacional y comenzó a pasarse a la oposición a los hermanos del recientemente fallecido Taboada, incorporándose al Partido Autonomista Nacional.
En 1871 regresó a Santiago del Estero y fue miembro de la Cámara de Justicia y apoyó el gobierno de Alejandro Segundo Montes. Cuando éste fue derrocado por el general Antonino Taboada permaneció en su puesto y se mantuvo más o menos distante de la política.
Fue elegido nuevamente diputado nacional – por el Partido Autonomista - en 1874. Estando en Buenos Aires ocurrió la Revolución de 1874, que sacudió a todo el país y distanció definitivamente al autonomismo del partido de Mitre, al que pertenecía Taboada. Si bien Taboada no había participado en la revolución, fue por enemistad personal con el general Arredondo; tenía muchos antecedentes de solucionar sus conflictos por medio de revoluciones, y se mantenía como el más poderoso de los aliados de Mitre en el interior. Avellaneda decidió quitarlo del medio.
Gondra regresó a Santiago del Estero durante el receso de fines de 1874; el gobernador Absalón Ibarra, hermano de crianza de los Taboada, temió por la estabilidad del régimen santiagueño y presentó la renuncia, tratando de evitar la intervención federal. En su lugar fue elegido el autonomista Octavio Gondra, que asumió el gobierno provincial el primer día de 1875.
Su ministro general de gobierno fue Martín Ruiz Moreno, un santafesino que había sido amigo del presidente Urquiza. Se mostró como un decidido partidario del gobierno nacional e inició una reforma masiva de la administración pública, empezando por reemplazar la mayor parte de los empleados y funcionarios públicos. Cuando el general Taboada reaccionó e intentó derrocar a Gondra – ya lo había hecho con otros tres gobernadores, en 1851, 1860 y 1871, un regimiento del Ejército Argentino, comandado por el coronel Octavio Olascoaga, ocupó la capital provincial. Protegidos por los soldados de línea, grupos de manifestantes opositores persiguieron a los Taboada y sus aliados; los bienes de la familia fueron saqueados o destruidos. El general Taboada, su hermano Gaspar y su medio hermano Ibarra lograron huir de la provincia. La tumba de Manuel Taboada fue hallada vacía por los revoltosos, de modo que – en lugar de ello – fue saqueada la tumba del general Ibarra; sus restos desaparecieron.
Gondra consideró que no había garantías siquiera para sí mismo, que podría ser atacado debido a que en alguna época había sido partidario de los Taboada; de modo que renunció. En su lugar fue elegido el presidente de la legislatura, Gregorio Santillán, que completó la liquidación del largo régimen de los Taboada.
Regresó a Buenos Aires y continuó como diputado nacional hasta en año 1878. Permaneció en la capital del país hasta su fallecimiento, ocurrido poco después de 1880.